# Mistrz krajowy
Mistrz krajowy, mistrz szachowy – najwyższy tytuł szachowy nadawany przez krajowe federacje szachowe. 
W Polsce ten tytuł nadaje Polski Związek Szachowy.
Najważniejszymi warunkami zdobycia tytułu mistrza krajowego jest wypełnieniu dwóch norm rankingowych (dla mężczyzn wymagana norma wynosi 2400, dla kobiet norma wynosi 2200) oraz osiągnięcie na liście rankingowej FIDE wyniku minimum 2300 (dla kobiet ranking ten wynosi 2100).
Pierwsze próby wprowadzenia oficjalnego tytułu mistrza szachowego podjęto w latach siedemdziesiątych XIX wieku w Niemczech. Szachiści z innych krajów przybywali do Niemiec, aby osiągnąć rezultaty dający uprawnienia do tytułu mistrza szachowego.
W Rosji tytuł zaczęto nadawać od 1909 zwycięzcom wszechrosyjskiego szachowego turnieju amatorów.
Pierwszy taki tytuł został nadany Aleksandrowi Alechinowi. W ZSRR od 1935 zastąpiono go tytułem mistrza sportu. 